# Верхній Качмаш
Верхній Качма́ш (рос. Верхний Качмаш, башк. Үрге Ҡасмаш) — присілок у складі Калтасинського району Башкортостану, Росія. Входить до складу Нижньокачмашівської сільської ради.
Населення — 86 осіб (2010; 169 у 2002).
Національний склад:
- марійці — 93 %